# Carl August von Ehrensvärd
Carl August, baron von Ehrensvärd (ur. 1749, zm. 1805) – szwedzki dyplomata. Nie należy go mylić z architektem i oficerem Carlem Augustem Ehrensvärdem (1745–1800)
Carl August von Ehrensvärd od najmłodszych lat służył w armii szwedzkiej. W roku 1783 uzyskał stopień pułkownika.
Gustaw III zwrócił na niego uwagę, ponieważ dostrzegł wyraźny konserwatyzm w poglądach Ehrensvärda i jego niechęć wobec rewolucji francuskiej.
W latach 1784–1799 szwedzki ambasador w Madrycie. Pracą ambasady kierował już od jesieni 1783 roku. Był ambasadorem na tyle długo, że zdobył ogromna wiedzę na temat hiszpańskich stosunków politycznych.
W 1791 roku starał się zainteresować dwór hiszpański planami antyrewolucyjnej krucjaty, które układał Gustaw III król Szwecji. Hiszpanie jednak pozostawali bierni. Nie pomogła nawet osobista wizyta przywódcy francuskich kontrrewolucjonistów Karola, hrabiego Artois. Przełom stanowiła jednak rozmowa ambasadora szwedzkiego z ministrem hiszpańskim hrabią Floridablanca w sierpniu 1791 roku.